# Народна освободителна армия
Народна освободителна армия на Китай (на традиционен китайски: 中國人民解放軍, на опростен китайски: 中国人民解放军, на пинин: Zhōnggúo Rénmín Jiěfàng Jūn) или НОАК е общото название на всички въоръжени сили на Китайската народна република. Това е най-голямата действаща армия в света. Основана е на 1 август 1927. Тогава тя е представлявала въоръженото крило на Китайската комунистическа партия, а до 1946 година е била известна като Китайска червена армия. НОА се състои от множество родове войски, но четирите основни са Сухопътни сили, Военновъздушни сили, Военноморски флот и Стратегически ракетни ядрени войски, по-известни като Втори артилерийски корпус.

## История
НОАК е създадена на 1 август 1927 г. по време на Нанчанско въстание. По това време тя се е състояла изцяло от доброволци и е била известна като „Китайска червена армия“. Между 1934 и 1935 г. тя на няколко пъти удържа войските на Чан Кайшъ, а по-късно взема участие в Дългия поход на комунистите. В началото Червената армия е използвала предимно партизанска тактика, но в хода на Втората китайско-японска война прибягва и до нормални сражения. НОА печели гражданската война, и в резултат на това Гоминданът се оттегля на остров Тайван, където продължава съществуването на Република Китай.
След тези събития и Комунистическата революция в Китай започва модернизация на армията. Докато в средата на 40-те Народната освободителна армия на Китай е била съставена главно от партизани и селяни с малък боен опит, то през 50-те тя се превръща в добре тренирана военна сила, снабдена с модерни за времето въоръжения. В края на Корейската война осем китайски дивизии се включват на страната на Северна Корея. Заради военните действия на корейския полуостров е проведена масова модернизация на китайските ВВС.
През 60-те години НОАК е въвлечена в няколко неголеми конфликта. Единият е китайско-индийската война от 1962 г., спечелена от Китай. През 1969 г. обаче китайските войски претърпяват големи поражения от съветската армия по време на граничния конфликт.
Реформи са направени по времето на Дън Сяопин, числеността на сухопътните сили е намалена, провеждат се модернизации. Започва тясно сътрудничество с въоръжените сили на Пакистан и Виетнам, но са прекъснати отношенията с СССР. През 80-те силата на армията намалява заради икономическите реформи, но после следва бързо възстановяване. През 1989 година военните са основната сила на правителството срещу протестиращите на площад Тиен-анмън. В началото на 80-те продължава смаляването на китайската армия, тъй като според Дън Сяопин „трябва да се разчита повече на качеството, отколкото на количеството“. Променя се и доктрината на Народната освободителна армия. От 60-те до този момент китайската армия е била в постоянна готовност да удря първа, да нанася тежки поражения и да се бие с ядрени оръжия. Според Дън обаче китайската армия трябва да има мироопазваща роля в световен мащаб. Затоплят се отношенията с бившите врагове на страната – САЩ и Русия. Между 1996 и 2000 година числеността е намалена с още 700 000 войници.
Днес Народната освободителна армия насочва действията си към стабилизиране на региона, подпомагане на цивилното население в случай на бедствия и опазване на мира. Китайските въоръжени сили са снабдени с последен модел руски въоръжения, както и висококачествени оръжия с местен произход.
Китайското ръководство внимателно наблюдава действията на американската армия в Афганистан и Ирак, учи се от военните грешки на САЩ и създава стратегии за борба срещу по-мощни страни.

## Организация
Основното командващо звено на НОАК е Китайската комунистическа партия. Същинското командване е задача на две централни военни комисии, чиито действия са координирани съгласно конституцията на страната. По закон те са ръководени от председател и вицепредседател на комисията, който задължително е цивилно лице. Останалите членове на комисията обаче трябва да са военни. Невинаги председателят на ЦВК е председателят на комунистическата партия.

## Структура
Китайската армия има най-многобройните сухопътни сили в света, наброяващи близо 1.6 млн. души военен персонал. Сухопътните войски са разделени на 18 армии, включващи и бронетанкови войски. Всяка армия има численост между 35 000 и 60 000 души. Разпределени между 18-те армии са следните формирования:
- 24 моторизирани пехотни дивизии
- 15 пехотни дивизии
- 3 механизирани пехотни дивизии
- една механизирана пехотна бригада
- 22 моторизирани пехотни бригади
- 9 бронетанкови дивизии
- 12 бронетанкови бригади
- 7 артилерийски дивизии
- 14 артилерийски бригади
- 19 противовъздушни ракетно-артилерийски бригади
- 10 въздушни полка
- 2 амфибийни дивизии
- 3 парашутни дивизии

Съкращенията на човешкия ресурс на армията довеждат до драстично намаляване на числеността, но за сметка на това се увеличава процентът на механизираните войски (40% от общата численост), въведени са щурмови вертолетни полкове и значително се увеличава делът на електронните технологии в бронетанковите и логистичните формации. Китайското военно командване поставя акцент върху подобряването на тактическите разузнавателни способности на войските чрез увеличаване на броя на безпилотните самолети и модернизация на радарните установки.
На практика военната служба в Китай е доброволна, като минималната възраст за набор е 18 години. Въпреки това китайските студенти за задължени да преминат през интензивно едноседмично обучение една година след като започне следването им.
Китай има мобилизационен ресурс от близо 343 милиона мъже и 325 милиона жени на възраст между 18 и 49 години. Годни за военна служба са приблизително 281 милиона мъже и 269 милиона жени в същия възрастов диапазон.

### Разузнаване
Военното разузнаване се дели на Второ и Трето управление, които са под контрола на Централната комисия. Второ управление се занимава с изучаването на сателитни снимки и данни, предоставени от шпиони. Трето управление наблюдава комуникационните системи на вражеските армии, а освен това разполага с училище по чужди езици. В него се обучават кадри, които наблюдават чуждите комуникации.

## Технологии

### Огнестрелни оръжия
СССР е осигурявал значителна подкрепа при силното въоръжаване на Китай през 50-те години, но след Китайско-съветското разделение китайците започват собствени разработки на оръжия. Основните въоръжения на китайската пехота са пушката СКС, автомат „Калашников“, тежка картечница ДШК, както и автомат Тип 95. Лекото въоръжение включва пистолети „Макаров“ и ТТ33.

### Бронирани машини
През 80-те години Китай е разполагал с около 10 000 танка, но днес числеността им е сведена до около 8000, разпределени в 11 бригади. По-голямата част от танковете са Тип 59 – китайско копие на съветския Т-54. Танковите войски са в процес на модернизация и остарелите машини се заменят от по-новите танкове Тип 88, Тип 96 и Тип 99.
На служба в китайската армия са и 2000 леки танка, които са модернизирани изцяло. Основният лек танк е Тип 63, с компютъризирана система за огневи контрол, прибори за нощно виждане, подобрен двигател и запас от противотанкови ракети, изстрелвани от основното оръдие.

### Ядрени оръжия
КНР започва ядрената си програма през 1955 година като ефективна мярка за защита срещу ядрено нападение от страна на САЩ. Веднага след първия си ядрен опит през 1964 година китайското правителство обявява, че страната никога няма да използва атомно оръжие първа. На 1 юли 1966 година е сформиран Втори артилерийски корпус – ядрената войска на Китай.

### Лазерни оръжия
Китайските учени усилено разработват лазерни оръжия за военни цели, макар по много международни споразумения те да са забранени.

### Космически оръжия
През януари 2007 година беше успешно тествана противосателитна ракета. Китай планира извеждането на много военни сателити в орбита.

## Военен бюджет
За последните 15 години военният бюджет на КНР нараства с 10%. Според ЦРУ и други разузнавателни управления Китай крие истинския си военен бюджет. Според Военното разузнаване на САЩ за 2007 г. той е между 85 и 125 млрд. долара.

## Оборудване

### Сухопътни войски
- Основни бойни танкове: над 8000
  - Тип 99 – ок. 500
  - Тип 96 – 2500 – 3000
  - Тип 88 – 950
  - Тип 69 / 79 – 300 / 300 (600 общо)
  - Тип 59 – 5500 – 6000

- Леки танкове: ок. 1200
- Бронирани бойни машини: ок. 6000
- Самоходна артилерия: 1200
- Буксируема артилерия: 13 500
- Ракетна артилерия: ок. 2500
- Зенитна артилерия: 5000
- Зенитно-ракетни комплекси: стотици (вкл. над 300 HQ-10)

### Военноморски флот
- Атомни подводници: 9
- Дизелови подводници: 53
- Разрушители: 26
- Фрегати: 51
- Ракетни катери: ок. 120

### Военновъздушни сили
- Изтребители: ок. 1250
- Бомбардировачи: 220
- Щурмовици: 400
- Бойни вертолети: 58
- Website www.spacechina.com